# Аренаполис
Арена́полис (порт. Arenápolis) — муниципалитет в Бразилии, входит в штат Мату-Гросу. Составная часть мезорегиона Юго-центральная часть штата Мату-Гроссу. Входит в экономико-статистический микрорегион Алту-Парагуай. Население составляет 10 169 человек на 2006 год. Занимает площадь 414,678 км². Плотность населения — 24,5 чел./км².

## Статистика
- Валовой внутренний продукт на 2003 год составляет 40 583 933,00 реалов (данные: Бразильский институт географии и статистики).
- Валовой внутренний продукт на душу населения на 2003 год составляет 3748,40 реалов (данные: Бразильский институт географии и статистики).
- Индекс развития человеческого потенциала на 2000 год составляет 0,721 (данные: Программа развития ООН).